# Luis Gonzaga Jordá
Luis Gonzaga Jordá Rossell o Lluís Gonzaga Jordà i Rossell (Masías de Roda, 16 de junio de 1869 - Barcelona, 20 de septiembre de 1951) fue un pianista, compositor, pedagogo y empresario español.

## Biografía
Realiza sus primeros estudios con Melitón Baucells en Roda de Ter y los continúa con Jaime Pujadas, maestro de capilla de la Catedral de San Pedro de Vich. Su familia se muda a Barcelona donde ingresa en el conservatorio de la ciudad donde obtiene las máximas calificaciones bajo la tutela de sus profesores: Manuel Obiols y José Rodoreda. Estudia órgano en la Basílica de la Merced (Barcelona).
El año 1889 obtiene el cargo de profesor-director de la Escuela de Música de Vich y de director de la banda de la misma ciudad. En 1898 viaja a México donde se hace famoso por sus zarzuelas, especialmente con Chin Chun Chan, que llegó a representarse más de 2000 veces.
En 1915 vuelve a Barcelona donde fundó el establecimiento musical Casa Beethoven. Muere en 1951 a los 81 años.